# Červené lucerny (Boxerské povstání)
Červené lucerny (tradiční čínština: 紅燈照; zjednodušená čínština: 红灯照; pinyin: Hóng Dēng Zhào) byly ženská bojová skupina fungující během povstání boxerů. Říkalo se, že měly nadpřirozené schopnosti, které jim pomáhaly chránit boxery a bojovat proti cizím nepřátelům.

## Aktivity
Stejně jako u tchaj-pchingských rebelů, boxerská ideologie zakazovala kontakt s ženami. Ve své nejpřísnější formě boxerská disciplína nedovolovala sexuální kontakt nebo ani pohled na ženu ve strachu, že by pošpiňující ženské yin mohlo zničit nezranitelnost rituálu. Vzhledem k negativní asociaci s porodem byly totiž dospělé čínské ženy vnímány jako poskvrněné a rituálně nečisté.
Ženy se nicméně během povstání boxerů organizovaly do několika skupin: 
- Červené lucerny (Hongdeng zhao) – mladší ženy
- Modré lucerny (Landeng zhao) –  ženy ve středním věku
- Černé lucerny (Heideng zhao) – postarší ženy[2]

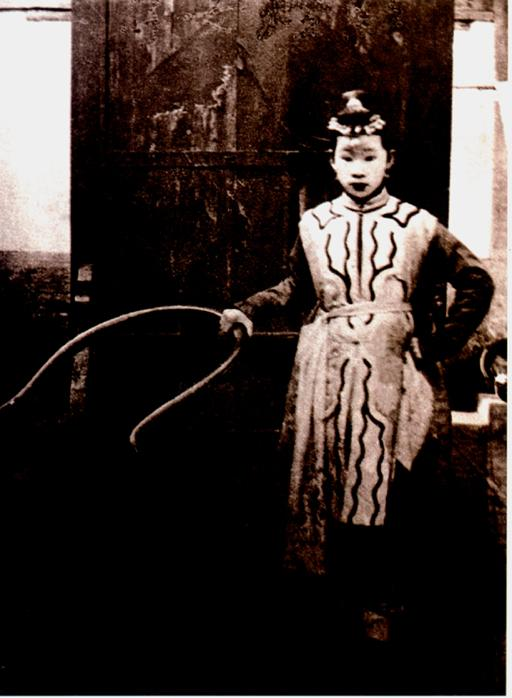
Členka Červených luceren

Nejznámějšími se staly Červené lucerny, věk dívek v této organizaci se pohyboval mezi jedenácti až osmnácti lety. Vůdkyně Červených luceren se nazývaly podobnými tituly jako Boxeři, a to tedy da shijie nebo er shijie. Neupravovaly si vlasy tradičním způsobem a nesvazovaly si chodila. Nosily červené kabáty, kalhoty, čepice a boty a každá nosila červenou lucernu.
Červené lucerny poskytovaly operativní podporu Boxerům. Údajně dopadaly špehy, sloužily jako hlídky, přenášely zprávy a shromažďovaly informace o nepřátelích. Během bitev se staraly o zraněné, pomáhaly připravovat jídlo, vařit vodu a nosit zásoby.

## Údajné magické schopnosti
Říkalo se, že uměly létat a zapalovat objekty. Aby kultivovaly své síly, Červené lucerny byly trénovány až po dobu pěti měsíců. Nové Červené lucerny cvičily chození po vodě prostřednictvím zpívání zaříkávadel. Říkalo se, že na konci jejich tréninku se jejich hmotnost výrazně snížila a byly schopny vzlétnout. Kromě toho byly vycvičovány v boji s mečem a máváním vějířem. Říkalo se, že když zamávaly svými rudými vějíři, byly schopny vyskočit až do nebe. Další zmínky tvrdí, že když Červené lucerny létaly, uměly ovládat sílu a směr větru.
V lidové písni:  
Celé v červeném,
nesoucí červenou lucerničku,
Frnk, s mávnutím vějíře,
vzhůru do nebes letí.
Žena, dle Boxerů, byla považována za poskvrněnou a nečistou. Avšak nízký věk a limitovaný přístup ke zdrojům potravy znamenal, že mnoho z Červených luceren ještě nedosáhlo menarché – nebo to tak alespoň bylo komunitou předpokládané. Takže jejich síly byly považovány za výsledek jejich prepubescentního a předporodního stavu. Dalším argumentem bylo, že jejich moc byla větší než od Boxerů, jelikož „ženy, přestože byly poskvrněné (nebo možná, protože byly poskvrněné), disponovaly mimořádnými schopnostmi“. Nicméně protože byly ženy, byly jejich schopnosti považovány za méně omylné než od Boxerů.[ujasnit] Když tedy selhala magie Boxerů, vina byla často kladena ženám. Například, když pekingský Kostel Spasitele odolával několik týdnů útoku pomocí výbušnin a střelby, Boxeři za neúspěch vinili katolické ženy uvnitř kostela, které se údajně vystavovaly „špinavým věcem“, což způsobilo, že duše Boxerů opustily jejich těla. Odpovědí tedy bylo počkat na příchod Červených luceren, jelikož „Červené lucerny jsou všechny dívky a ženy, takže se nebojí špinavých věcí“.
Červené lucerny byly známé také pro své léčivé schopnostmi. V 50. letech jedna z bývalých Červených luceren uvedla, že jedna ze starších „sesterských učednic“ byla schopna se dosáhnout transu a když zatleskala rukama ve směru nemocné osoby, dokázala tak vyléčit jejich nemoc. Další Červená lucerna, Lin Chej-er, byla pověstná tím, že dokázala hojit rány pokropením čistou vodou a že dokonce dokázala přivést mrtvé zpátky k životu.
Spolehlivé zdroje o aktivitách Červených luceren jsou těžko dohledatelné. Stejně jako u Boxerů, pocházejí zprávy o jejich magických schopnostech z druhé nebo třetí ruky. Jediné spolehlivé zprávy o jejich opravdových aktivitách pocházejí z Bitvy o Tchien-ťin, kde se staraly o poraněné Boxery a dělaly práce jako šití a uklízení.

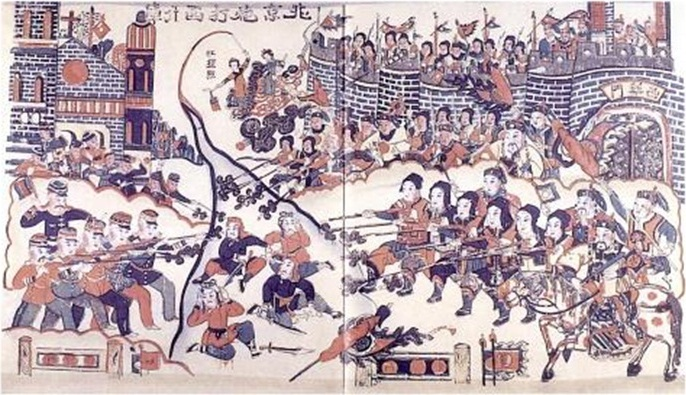
Červené lucerny pomáhají při obléhání Kostela Spasitele v Pekingu.

## Významné vůdkyně

### Lin Chej-er: Chuang-lien Šeng-mu (Svatá matka Žlutého lotosu)
Lin Chej-er (Lin Hei'er), známá převážně jako Chuang-lien Šeng-mu (Huanglian Shengmu; Svatá matka Žlutého lotosu), je nejznámější vůdkyní Červených luceren. Jeden zdroj říká, že Lin Chej-er se zapojila do proticizineckých aktivit poté, co byl její manžel Li You v roce 1900 uvězněn a následně zemřel v konfliktu s cizincem. Jiný zdroj  ale uvádí, že byl uvězněn její tchán, nikoli její manžel. V každém případě ale byly její rebelské aktivity inspirovány uvězněním a následnou smrtí blízké osoby v důsledku setkání s cizincem. Lin Chej-er následně odcestovala společně s vůdcem Boxerů Čang Te-čchengem do Tchien-ťinu, kde na lodi u Velkého kanálu založila oltář a zde začala shromažďovat ženy a formovat tak Červené lucerny. 
Lin Chej-er byla zapojena do mnoha aspektů boxerského povstání, včetně léčení nemocných a zraněných, vytváření bitevních plánů a vedení Červených luceren v bitvě. Její údajné schopnosti byly větší než u dalších z Červených luceren a měla například schopnost uvolňovat šroubky na cizích dělech. Měla také unikátní schopnost léčení zraněných pokropením čistou vodou a navracení životu mrtvým. Údajně vedla Červené lucerny v bitvě o Laolongtou a Zizhuling. Jedná o vzácné případy, kdy ženy bojovaly po boku mužů.
Lin Chej-er si údajně získala respekt po konfrontaci s generálním guvernérem Č'-li Jü-Luem. Jü-lu pokračoval v pronásledování Boxerů i poté, co byla vyhlášena válka proti cizincům. Lin Chej-er ho tedy konfrontovala, ostrými slovy mu vynadala, odsoudila ho za jeho odpor vůči Boxerům a trvala na jeho budoucí podpoře. Lin Chej-er tak nakonec dosáhla triumfálního úspěchu, Jü-lu souhlasil se všemi jejími požadavky. Historik Paul Cohen poznamenává, že tato konfrontace je významná, jelikož Lin Chej-er byla osobou z dělnické třídy, která jednala s osobou z vládnoucí třídy. Zároveň byla ženou v silně patriarchální společnosti.
V bitvě u Tchien-ťinu v červenci roku 1900 byla Lin Chej-er zajata a popravena. Údajně zemřela klidnou a stoickou smrtí, která inspirovala svědky její popravy.

### Azure Cloud (Cchuej Jün Ťie; Cui Yun Jie)
Další významnou velitelkou Červených luceren byla Azure Cloud, její původní jméno není známo. Měla sedmnáct až osmnáct let a údajně byla expertkou v bojových umění a uměla vyskočit deset stop do vzduchu. Vypěstovala si hlubokou nenávist k cizincům. Dle legendy, při vstupu Mezinárodní expedice do Pekingu zabila mnoho jejich vojáků. Většina z jejich stoupenců byla v tu tobu již mrtvá nebo raněná. Někteří z velitelů zbývajících Boxerů se tak uchýlili ke kolaboraci s cizinci a dopustili se mnoha hrůzných zločinů. Azure Cloud tak tyto zrádce jednoho večera pozvala na banket a odsoudila je se slovy: „Nikdy bych nevěřila, že můžete být takové bestie. Je to vaše chyba, že naše země je na pokraji kolapsu.“ Poté zrádce popravila a zmizela beze stopy.

## Další odkaz v historii
V pozdním období dynastie Čching bylo některými vzdělanci čínské elity na Boxery a Červené lucerny pohlíženo negativně – hlavně kvůli jejich náboženským a magickým tvrzením. Na druhou stranu byly ale tyto skupiny podporovány velkou částí široké veřejnosti.
Čínští akademici Červené lucerny zmiňovali jen okrajově, a to i po roce 1949, kdy bylo Boxerské povstání vnímáno jako vlastenecké povstání mas. V roce 1967 se ale najednou Červené lucerny staly velkým tématem v čínských národních médiích. Kulturní revoluce byla v té době ve své nejradikálnější fázi a studentské skupiny Rudých gard dosáhly vrcholu svého zápalu. Paralely mezi Červenými lucernami a Rudými gardami zvýšili jejich popularitu v médiích. Jejich schopnost odrážet cizí útoky dobře zapadala do revolučního programu předsedy Maa. Jejich podobnost byla umocněna tím, že obě skupiny měly jména na tři slabiky, používaly červenou barvu a byly složeny z mladých rebelský jedinců. Jedna skupina Rudých gard si dokonce zvolila jméno „Bojová síla Červených luceren“.
Modelová revoluční opera Legenda Červené lucerny, jenž byla pod produkcí Mao Ce-Tungovy manželky Ťiang Čching, sice nezobrazovala žádnou spojitost s Boxerským povstáním, ale popularizovala Červené lucerny jakožto revoluční symbol.
V letech 1974 až 1976 zažily Červené lucerny další obrodu, a to v protikonfuciánské kampani. Díky tomu, že Červené lucerny vystupovaly z konfuciánských genderových rolí, se staly symbolem proti konfuciánským etickým standardům. Kampaň se snažila zbavit podřízenosti žen, odporu k fyzické práci, a dalších problémů spojených s konfuciánstvím. Červené lucerny tak byly použity jako symbol emancipace žen. Jejich odpor vůči konfuciánským morálním kodexům byl považován za důkaz žen v historii bojujících za osvobození od tradičních čínských genderových rolí. Zejména Lin Chej-er byla idolizována jako symbol patriotismu a ženské emancipace.  
Červené lucerny se objevily jako antagonisté v hongkongském filmu Once Upon a Time in China IV (1993).